# Професійні послуги
Професі́йні по́слуги — вид послуг, надання яких потребує спеціальної підготовки в галузі мистецтва чи науки. Деякі види професійних послуг вимагають попереднього отримання спеціальних ліцензій, для таких професій, зокрема, як архітектори, інженери, лікарі, адвокати та аудитори. Серед інших професійних послуг можна виділити податкові консультації, підтримку компанії з фінансового обліку, або менеджмент-консалтинг.
Класичними фірмами з надання професійних послуг вважаються юридичні фірми (що їх створюють адвокати) та аудиторські фірми (створені аудиторами).